# Новая Кругляковка
Новая Кругляковка (укр. Нова Кругляківка) — село, Богуславский сельский совет, Боровский район, Харьковская область.
Население по переписи 2001 г. составляет 67 (32/35 м/ж) человек.

## Географическое положение
Село Новая Кругляковка находится на правом берегу реки Лозовая, которая через 5 км впадает в Оскольское водохранилище (река Оскол).
На расстоянии в 2 км расположено село Богуславка.
В 2-х км проходит железная дорога, ближайшая станция Имени Олега Крючкова (4 км).
Параллельно железной дороге проходит автомобильная дорога Т-2109.

## История
- 1680 — дата основания.

## Экономика
- В селе есть птице-товарная ферма.